# Баљаса (Олт)
Баљаса (рум. Băleasa) насеље је у Румунији у округу Олт у општини Гаванешти. Oпштина се налази на надморској висини од 149 m.

## Становништво
Према подацима из 2002. године у насељу је живело 901 становника, од којих су сви румунске националности.